# Platypalpus
Platypalpus is een geslacht van vliegen uit de familie Hybotidae, onderfamilie Tachydromiinae. Het is een omvangrijk geslacht met meer dan 550 soorten beschreven van over de hele wereld. In Europa zijn ongeveer 240 soorten gekend.
De wetenschappelijke naam van het geslacht is voor het eerst geldig gepubliceerd in 1827 door Justin Pierre Marie Macquart.
Het zijn kleine tot middelgrote roofvliegen met een lichaamslengte van ongeveer 1 tot 6 mm, die in zeer diverse biotopen voorkomen. Platypalpus graecoides en Platypalpus pyreneensis bijvoorbeeld komen voor in het hooggebergte, respectievelijk de Dolomieten en de Pyreneeën; Platypalpus graecus in laagland nabij de zee in Griekenland. Ze komen ook voor in gebieden met sterke menselijke beïnvloeding als landbouwgebieden en tuinen in bebouwde gebieden. In graanvelden komen ze soms in grote aantallen voor, en ze houden er als natuurlijke vijanden de populatie van sommige plaaginsecten in toom. In 1985 vond men in Duitsland twaalf Platypalpus-soorten in velden van wintertarwe en winter- en zomergerst. Platypalpus articulatus, Platypalpus pallidicornis en Platypalpus articulatoides behoorden tot de meest voorkomende. Deze vliegen blijken zich onder meer te voeden met de fritvlieg Oscinella frit, waarvan de larven zich voeden met graankorrels. Platypalpus zijn ook predatoren van galmuggen als Sitodiplosis mosellana en Contarinia tritici die schade toebrengen aan tarwe.

## Soorten
Deze lijst van 348 stuks is mogelijk niet compleet.
- P. achlytarsis Chillcott, 1962
- P. aeneus (Macquart, 1823)
- P. aequalis Loew, 1864
- P. agilis (Meigen, 1822)
- P. albicornis (Zetterstedt, 1842)
- P. albidifacies Chvala, 1975
- P. albifacies (Collin, 1926)
- P. albiseta (Panzer, 1806)
- P. albistylus Chvala, 1989
- P. albocapillatus (Fallen, 1815)
- P. albomicans (Bezzi, 1892)
- P. alexippus Walker, 1849
- P. algirus Macquart in Lucas, 1849
- P. aliterolamellatus Kovalev, 1971
- P. alpigenus (Strobl, 1893)
- P. alpinus Chvala, 1971
- P. alter (Collin, 1961)
- P. altuum Frey, 1958
- P. alumnus Melander, 1928
- P. analis (Meigen, 1830)
- P. anatolicus Chillcott, 1962
- P. andalusiacus (Strobl, 1899)
- P. annulatus (Fallen, 1815)
- P. annulipes (Meigen, 1822)
- P. annulitarsis Kovalev, 1978
- P. anomalitarsis Chvala & Kovalev, 1974
- P. apicalis Loew, 1864
- P. arcticus Melander, 1928
- P. argenteomicans (Becker, 1908)
- P. argentiseta (Collin, 1969)
- P. aristatus (Collin, 1926)
- P. armillatus Melander, 1928
- P. articulatoides (Frey, 1918)
- P. articulatus Macquart, 1827
- P. ater (Wahlberg, 1844)
- P. aurantiacus (Collin, 1926)
- P. australominutus Grootaert, 1989
- P. baechlii Grootaert, 1992
- P. baezi Grootaert & Chvala, 1989
- P. baldensis (Strobl, 1899)
- P. balticus Kovalev, 1971
- P. ballistrarius Melander, 1928
- P. ballucatus Melander, 1928
- P. bartaki Chvala, 1989
- P. bequaerti Grootaert & Chvala, 1992
- P. biapicalis Weber, 1972
- P. bicoloratus Chvala, 1981
- P. bicornis Melander, 1928
- P. bilobatus Weber, 1972
- P. boreoalpinus Frey, 1943
- P. brachystylus (Bezzi, 1892)
- P. brevicornis (Zetterstedt, 1842)
- P. calceatus (Meigen, 1822)
- P. callithrix Melander, 1928
- P. canariensis Grootaert & Chvala, 1992
- P. candicans (Fallen, 1815)
- P. canus Melander, 1902
- P. canzonerii Raffone, 2003
- P. carectorum Chillcott, 1962
- P. carlestolrai Grootaert & Chvala, 1992
- P. caroli Grootaert, 1987
- P. carpathicus Kovalev & Chvala, 1985
- P. carteri (Collin, 1926)
- P. celer (Meigen, 1822)
- P. cellarius Melander, 1928
- P. ciliaris (Fallen, 1816)
- P. cilitarsis Frey, 1943
- P. cinereovittatus (Strobl, 1899)
- P. clarandus (Collin, 1926)
- P. clypeatus Kovalev, 1973
- P. coei Bequaert, 1962
- P. collini (Chvala, 1966)
- P. commutatus (Strobl, 1893)
- P. confiformis Chvala, 1971
- P. confinis (Zetterstedt, 1842)
- P. continguus Melander, 1928
- P. coquilletti Melander, 1924
- P. cothurnatus Macquart, 1827
- P. crassifemoris (Fitch, 1856)
- P. crassipes Chvala, 1975
- P. crassiseta (Strobl, 1906)
- P. crepidarius Melander, 1928
- P. croatiensis Grootaert & Chvala, 1992
- P. cruralis (Collin, 1961)
- P. cryptospina (Frey, 1909)
- P. cuneipennis Melander, 1924
- P. cursitans (Fabricius, 1775)
- P. chillcotti Chvala, 1981
- P. chrysonotus (Strobl, 1899)
- P. churchillensis Chillcott, 1962
- P. dalmatinus (Strobl, 1902)
- P. decolor Melander, 1928
- P. dessarti Grootaert, 1983
- P. dilatatovittatus (Strobl, 1910)
- P. direptor Melander, 1928
- P. discifer Loew, 1863
- P. dissimilipes Melander, 1928
- P. distichus Grootaert & Chvala, 1992
- P. diversipes Coquillett, 1900
- P. divisus Walker, 1851
- P. ecalceatus (Zetterstedt, 1838)
- P. enervatus Melander, 1928
- P. engadinicus (Mik, 1896)
- P. eumelaenus (Mik, 1884)
- P. excisus (Becker, 1907)
- P. exilis (Meigen, 1822)
- P. eximius (Oldenberg, 1924)
- P. falleni Chvala, 1981
- P. fasciatus (Meigen, 1822)
- P. fasciventris Melander, 1928
- P. fenestella Kovalev, 1971
- P. firensis Grootaert & Chvala, 1992
- P. flammifer Melander, 1924
- P. flavicornis (Meigen, 1822)
- P. flavirostris Loew, 1864
- P. flaviseta Chvala, 1973
- P. fuscicnemis Grootaert & Chvala, 1992
- P. fuscicornis (Zetterstedt, 1842)
- P. gesticulor Melander, 1928
- P. glacialis Melander, 1928
- P. graecoides
- P. graecus Grootaert & Chvala, 1992
- P. granadensis Chvala, 1972
- P. gravidus Melander, 1902
- P. hackmani Chvala, 1972
- P. hallensis Grootaert & Stark, 1997
- P. halli Grootaert & Chvala, 1992
- P. harpestylis Chillcott, 1962
- P. harpiger Melander, 1924
- P. hastatus Melander, 1902
- P. hians Melander, 1902
- P. hispanicus (Strobl, 1899)
- P. holosericus Melander, 1924
- P. hyaenoides Melander, 1928
- P. impexus Melander, 1902
- P. incertoides Grootaert & Chvala, 1992
- P. incertus (Collin, 1926)
- P. incurvus Melander, 1902
- P. inexpectatus Smith & Chvala, 1976
- P. infectus (Collin, 1926)
- P. inferialis Melander, 1928
- P. ingenuus (Collin, 1926)
- P. inops Melander, 1902
- P. insperatus Kovalev, 1971
- P. interstinctus (Collin, 1926)
- P. juvenis Melander, 1928
- P. kirtlingensis Grootaert, 1986
- P. kovalevi Chvala, 1988
- P. lacertosus Melander, 1928
- P. laestadianorum (Frey, 1913)
- P. laetabilis Melander, 1928
- P. laetus Loew, 1864
- P. lapponicus Frey, 1943
- P. latemi Grootaert, 1982
- P. lateralis Loew, 1864
- P. laticinctus Walker, 1851
- P. lesinensis (Strobl, 1893)
- P. leucocephalus (von Roser, 1840)
- P. leucothrix (Strobl, 1910)
- P. longicauda Grootaert & Chvala, 1992
- P. longicornioides Chvala, 1972
- P. longicornis (Meigen, 1822)
- P. longimanus (Corti, 1907)
- P. longiseta (Zetterstedt, 1842)
- P. luctator Melander, 1928
- P. lupatus Melander, 1902
- P. luteicornis (Meigen, 1838)
- P. luteipes Zuskova, 1966
- P. luteoloides Grootaert, 1983
- P. luteolus (Collin, 1926)
- P. luteus (Meigen, 1804)
- P. lyneborgi Chvala, 1981
- P. lyristes Melander, 1928
- P. macropalpus (Strobl, 1899)
- P. macula (Zetterstedt, 1842)
- P. maculimanus (Zetterstedt, 1842)
- P. maculipes (Meigen, 1822)
- P. major (Zetterstedt, 1842)
- P. malagonensis Grootaert & Chvala, 1992

- P. maltensis Grootaert & Chvala, 1992
- P. manni Chillcott, 1962
- P. marcobaezi Grootaert & Chvala, 1992
- P. masoni Chillcott, 1962
- P. melancholicus (Collin, 1961)
- P. melanogaster Melander, 1928
- P. melleus Melander, 1928
- P. mesogrammus Loew, 1863
- P. mikii (Becker, 1890)
- P. mimus Melander, 1928
- P. minutissimus (Strobl, 1899)
- P. minutus (Meigen, 1804)
- P. montenegrensis Bequaert, 1962
- P. monticola Melander, 1902
- P. morgei Chvala, 1981
- P. multisetosus (Bezzi, 1899)
- P. murphyi Chillcott, 1962
- P. nanus (Oldenberg, 1924)
- P. nigellus (Collin, 1969)
- P. niger (Meigen, 1804)
- P. nigricolor Merz & Chvala, 1998
- P. nigricoxa (Mik, 1884)
- P. nigrimanus Strobl, 1880
- P. nigrinus (Meigen, 1822)
- P. nigritarsis (Fallen, 1816)
- P. nigrosetosus (Strobl, 1893)
- P. nitidipleura Melander, 1928
- P. niveiseta (Zetterstedt, 1842)
- P. niveisetoides Chvala, 1973
- P. niveocapillatus Chvala, 1973
- P. nonstriatus (Strobl, 1901)
- P. norvegicus Grootaert & Jonassen, 1991
- P. notatus (Meigen, 1822)
- P. novakii (Strobl, 1893)
- P. nudithorax Chvala, 1975
- P. obscuripes (Strobl, 1899)
- P. obscurus (von Roser, 1840)
- P. oculeus Melander, 1928
- P. ochricollis Melander, 1928
- P. ochrocerus (Collin, 1961)
- P. optivus (Collin, 1926)
- P. ornatipes (Bigot, 1892)
- P. ostiorum (Becker, 1902)
- P. pachycnemus Loew, 1864
- P. palavensis Chvala, 1989
- P. palmeni Frey, 1943
- P. paluster Chillcott, 1962
- P. pallidicornis (Collin, 1926)
- P. pallidicoxa (Frey, 1913)
- P. pallidiseta Kovalev, 1978
- P. pallidiventris (Meigen, 1822)
- P. pallipes (Fallen, 1815)
- P. parvicauda (Collin, 1926)
- P. pectinator Melander, 1924
- P. pectoralis (Fallen, 1815)
- P. pedestris (Becker, 1907)
- P. peneprorsus Chillcott, 1962
- P. pictitarsis (Becker, 1902)
- P. pilatus Melander, 1928
- P. pluto Melander, 1902
- P. politellus Melander, 1928
- P. politus (Collin, 1926)
- P. porrectus Melander, 1924
- P. postpositus Melander, 1928
- P. praecinctus (Collin, 1926)
- P. pragensis Chvala, 1989
- P. prorsus Melander, 1928
- P. pseudoalter Raffone, 2003
- P. pseudobicolor (Strobl, 1910)
- P. pseudociliaris (Strobl, 1910)
- P. pseudoexiguus (Strobl, 1909)
- P. pseudofulvipes (Frey, 1909)
- P. pseudomaculipes (Strobl, 1899)
- P. pseudorapidus Kovalev, 1971
- P. pseudostroblii Raffone, 2003
- P. pseudounguiculatus (Strobl, 1909)
- P. pubescens Melander, 1928
- P. pudens Melander, 1928
- P. puerinus Melander, 1928
- P. pulicarius (Meigen, 1830)
- P. pulverulentus Melander, 1928
- P. pygialis Chvala, 1973
- P. pyrenaicus (Séguy, 1940)
- P. pyreneensis
- P. rapidoides Chvala, 1975
- P. rapidus (Meigen, 1822)
- P. recurvus Melander, 1928
- P. rhodosensis Grootaert & Chvala, 1992
- P. richardsi Chillcott, 1962
- P. ringdahli Chvala, 1975
- P. riojaensis Chvala, 1981
- P. rossicus Kovalev, 1977
- P. rubefactus Melander, 1928
- P. ruficornis (von Roser, 1840)
- P. rufiventris Melander, 1902
- P. sahlbergi (Frey, 1909)
- P. satyriacus Melander, 1928
- P. scandinavicus Chvala, 1972
- P. sericatus Melander, 1928
- P. simplicipes Melander, 1928
- P. simplicitarsis Chvala & Kovalev, 1974
- P. sloveniensis Bequaert, 1962
- P. smirnovi Kovalev, 1978
- P. soccatus Melander, 1928
- P. soosi Chvala, 1989
- P. sordidus (Zetterstedt, 1838)
- P. spinosus Melander, 1928
- P. splendens Melander, 1928
- P. stabilis (Collin, 1961)
- P. stackelbergi Kovalev, 1971
- P. stigma (Collin, 1926)
- P. stigmatelloides Grootaert & Chvala, 1988
- P. stigmatellus (Zetterstedt, 1842)
- P. strakai Chvala, 1989
- P. strigifrons (Zetterstedt, 1849)
- P. stroblii (Mik, 1900)
- P. styloformis Weber, 1972
- P. subarticulatus Raffone, 2002
- P. subbrevis (Frey, 1913)
- P. submaculus Raffone, 2003
- P. submicans Frey, 1958
- P. subnigrinus Chvala, 1975
- P. subpectoralis Raffone, 2003
- P. subtilis (Collin, 1926)
- P. subwagneri Raffone, 2003
- P. sutor Melander, 1924
- P. sylvicola (Collin, 1926)
- P. tachistiformis Melander, 1928
- P. talaris Melander, 1928
- P. tenax Melander, 1928
- P. tenellus Melander, 1902
- P. teneriffensis (Becker, 1908)
- P. tenuis Melander, 1928
- P. tergestinoides Grootaert & Chvala, 1992
- P. tergestinus Egger, 1860
- P. tersus Coquillett, 1895
- P. tonsus (Collin, 1961)
- P. trivialis Loew, 1864
- P. truncatus Chillcott, 1962
- P. tuomikoskii Chvala, 1972
- P. turgidus (Becker, 1907)
- P. unguiculatus (Zetterstedt, 1838)
- P. unguiger Kovalev & Chvala, 1985
- P. unicus (Collin, 1961)
- P. valgus Melander, 1928
- P. vegetus Frey, 1943
- P. vegrandis Frey, 1943
- P. velocipes Frey, 1943
- P. velox Melander, 1928
- P. venaticus Melander, 1928
- P. verbekei Grootaert & Chvala, 1992
- P. verpus Melander, 1928
- P. verralli (Collin, 1926)
- P. versipes Melander, 1928
- P. versutus Melander, 1924
- P. vicarius Walker, 1857
- P. vierecki Melander, 1902
- P. villeneuvi (Becker, 1910)
- P. vittatus Melander, 1928
- P. vividus (Meigen, 1838)
- P. vockerothi Chvala, 1981
- P. vulcanicus Frey, 1958
- P. vulnificus Melander, 1928
- P. wagneri Grootaert & Chvala, 1992
- P. xanthochiton Melander, 1928
- P. xanthopodus Melander, 1928
- P. yugoslavensis Bequaert, 1962
- P. zernyi Chvala, 1975
- P. zetterstedti Chvala, 1971